# Нетранзитивність
Нетранзитивність у математиці — позначення ряду схожих властивостей бінарних відношень.

## Відсутність транзитивності
Відношення називається транзитивним, якщо для будь-яких трійок A, B і C, таких, що пари (A, B) і (B, C) задовольняють йому, пара (A, C) також йому задовольняє. Низка авторів називають нетранзитивними відношення, що не задовольняють цій властивості, тобто відношення R, такі, що
{\displaystyle \neg \forall a,b,c:aRb\wedge bRc\Rightarrow aRc.}
Наприклад, відношення «їсти» в харчовому ланцюгу є нетранзитивним у цьому сенсі: вовки їдять оленів, олені їдять траву, але вовки не їдять траву.

## Антитранзитивність
Часто термін нетранзитивність використовують для позначення «сильнішої» властивості — антитранзитивності відношення. Відношення R називається антитранзитивним, якщо транзитивність відсутня для будь-яких трьох елементів:
{\displaystyle \forall a,b,c:aRb\wedge bRc\Rightarrow \neg (aRc)}
Наприклад, згадане вище відношення «їсти» не є антитранзитивним: люди їдять кроликів, кролики їдять моркву, але люди теж їдять моркву.
Антитранзитивне відношення — відношення «перемогти» в турнірах «на виліт»: Якщо A переміг гравця B, а B переміг гравця C, то A не грав з C, отже, не міг його перемогти.

## Цикли в бінарних відношеннях
На практиці термін нетранзитивність найчастіше вживається для опису ситуацій, коли відношення описують уподобання на парах альтернатив, порівняння яких призводить до наявності циклів: A краще ніж B, B краще ніж C, а C краще ніж A.
Відомим прикладом наявності циклів є дитяча гра «Камінь, ножиці, папір». Інші приклади — нетранзитивні кості (кубики Ефрона), «Гра Пенні».
Якщо відношення уподобання антирефлексивне, наявність циклів у вподобаннях призводить до порушення транзитивності. Ця властивість не еквівалентна зазначеним вище відсутності транзитивності і антитранзитивності відношення.

## Виникнення нетранзитивності уподобань
- Нетранзитивність суспільних уподобань може виникати під час голосування за правилом більшості, а також за правилом Кондорсе (див. парадокс Кондорсе)[3][4].
- У психології нетранзитивність уподобань виникає, якщо індивідуум керується декількома неузгодженими системами цінностей.
- Аналогічним чином, нетранзитивність може виникати у споживчих уподобаннях, що призводить до відхилення поведінки споживача від економічно раціональної.